# Hysterocrates scepticus
Hysterocrates scepticus là một loài nhện trong họ Theraphosidae.
Loài này thuộc chi Hysterocrates. Hysterocrates scepticus được Mary Agard Pocock miêu tả năm 1900.